# Exilio político durante la dictadura militar de Chile
El exilio político durante la dictadura militar de Chile fue la expatriación masiva, de manera forzada o voluntaria (autoexilio), de personas afines o militantes de izquierda y sus familias, producido entre 1973 y 1990 hacia países que les otorgaron asilo político. Como parte de las medidas anticomunistas tomadas por la dictadura chilena, se contemplaba la expulsión y la prohibición de ingreso al país, tanto de chilenos como extranjeros militantes o colaboradores de la Unidad Popular y sus partidos miembros, con la justificación de «que tienden a destruir o alterar por la violencia el orden social del país y el sistema de gobierno». Con más de 200 mil exiliados en total, fue el principal motivo de emigración chilena durante el siglo XX y el mayor movimiento migratorio hacia el exterior en la historia nacional.
Este periodo se enmarca dentro del exilio político latinoamericano, que en América del Sur ocurrió también un proceso similar con el establecimiento de regímenes autoritarios militares en Paraguay, Argentina, Brasil y Uruguay.

## Antecedentes
Como reacción internacional al golpe de Estado del 11 de septiembre de 1973 encabezado por Augusto Pinochet, algunos países con políticas afines a la Unidad Popular, como Cuba y la Unión Soviética, rompieron relaciones diplomáticas con Chile inmediatamente una vez derrocado el gobierno de Salvador Allende, mientras que otros, que en sus políticas de relaciones internacionales abogaban por la democracia y los derechos humanos, bajaron el nivel de las misiones diplomáticas bilaterales de embajadas a consulados, congelando negociaciones y manteniendo distancia con la dictadura militar. Sus respectivos edificios donde funcionaban sus representaciones diplomáticas en Santiago de Chile, sirvieron de refugio para personas vinculadas a la izquierda chilena que solicitaban auxilio, a fin de no ser detenidos o procesados por razones políticas, siendo aplicado el principio de extraterritorialidad contemplado por el derecho internacional. La propia primera dama, Hortensia Bussi, partió al exilio en México junto a su familia previo a ser recibidos por la embajada de dicho país. Asimismo, los presidentes de la República, Ricardo Lagos y Michelle Bachelet, también se exiliaron con anterioridad a ejercer el cargo.
Los chilenos restringidos de ingresar al territorio nacional se encontraban expuestos a sanciones si intentaban hacerlo, al ser considerado como una entrada ilegal. Los castigos iban dirigidos principalmente a la ciudadanía de la persona, que fluctuaban desde la suspensión o cancelación del pasaporte chileno hasta la pérdida de la nacionalidad chilena, quedando expuestos a la condición de apátridas y dificultando la situación migratoria de los expatriados:

"Se prohíbe el ingreso al territorio nacional de las personas nacionales o extranjeras, que... a juicio del Gobierno constituyan un peligro para el Estado...Tratándose de chilenos, el Ministerio del Interior dictará un Decreto Supremo prohibiendo su ingreso al país y la autoridad administrativa correspondiente ordenará la cancelación del pasaporte, en su caso."
Decreto Ley 604 del 10 de agosto de 1974.

## Países de destino
No se sabe con exactitud cuántos chilenos salieron al exilio, sin embargo algunas estimaciones fijan en alrededor de 200 000 las personas que salieron del país durante la dictadura militar.
A pesar de que muchos pudieron salir directamente por la vía aérea hacia los países de destino bajo las medidas que les brindaban protección, otros por temor a ser aprehendidos por las fuerzas armadas y de orden, escaparon bajo sus propios medios por vía terrestre, cruzando las fronteras de Chile hacia los países vecinos, principalmente Argentina, pero también a Bolivia,Perú, Venezuela,de manera transitoria para luego obtener algún tipo de asilo o beneficio legal migratorio con otros países.

### América
- Argentina
- Bolivia
- Brasil
- Canadá: Después del golpe de Estado, un número significativo de chilenos emigraron a Canadá a principios de 1974 bajo la protección de la Convención sobre el Estatuto de los Refugiados, con todos los beneficios que el gobierno canadiense les otorgaba bajo esa condición. La población canadiense en general tuvo una aceptación de ese grupo. Grupos eclesiásticos, como la Canadian Council of Churches, y las organizaciones de ciudadanos formadas espontáneamente, ayudaron a los refugiados en el ingreso y liquidación del país. No toda la población apoyó a los recién llegados, sin embargo. Pequeñas manifestaciones se desarrollaron en rechazo a los inmigrantes chilenos, etiquetándolos de marxistas, y apoyar el golpe de Estado en Chile que rompió con el gobierno socialista, su sustitución por un gobierno capitalista.[6]
- Colombia
- Costa Rica
- Cuba: Dada la estrecha relación entre los gobiernos cubano y chileno propiciado por sus respectivos líderes, Fidel Castro y Salvador Allende, Cuba rompió relaciones diplomáticas con Chile en 1973 y recibió a miles de chilenos en calidad de exiliados.
- Ecuador
- Estados Unidos: Si bien la mayoría huyó a países europeos, un pequeño grupo emigró a Estados Unidos. El gobierno de Estados Unidos tomó a estos chilenos como refugiados bajo un programa de visa de "libertad condicional política", que le otorgaba derechos similares a la residencia definitiva.
- México  Luego del golpe de Estado de 1973, numerosos chilenos partieron en busca de asilo político en México, sumándose así a los miles de uruguayos, argentinos y peruanos que huían de persecuciones políticas llevadas a cabo por sus respectivos gobiernos dictatoriales. Durante esta época se produjo el mayor flujo migratorio histórico desde Chile hacia México. Los centros educativos de nivel superior de México sirvieron de plataforma para resguardar inicialmente su llegada y posterior estancia dentro del país.
- Nicaragua
- Panama
- Peru
- Uruguay
- Venezuela

### África y Medio Oriente
- Angola
- Argelia
- Egipto
- Israel
- Libia
- Mozambique
- Siria
- Sudáfrica

### Oceania
- Australia
- Nueva Zelanda

### Asia
- China
- Corea
- India
- Vietnam

### Europa
- Albania
- Alemania
- República Democrática Alemana: Si bien las manifestaciones de solidaridad fueron expresadas en ambas Alemanias, fue en la Alemania Oriental donde mayoritariamente los chilenos recibieron asilo, siendo más de siete mil los exiliados chilenos durante este periodo.[7]
- Bélgica
- Bulgaria
- Checoslovaquia
- Dinamarca
- España. Debido a la existencia de un régimen militar autoritario, nacionalista, católico y anticomunista, el exilio chileno comenzó a llegar tímidamente tras la muerte de Francisco Franco en noviembre de 1975. El territorio español sirvió en ocasiones como punto de salida hacia otros destinos europeos, aunque también se perfiló como lugar de destino desde otros países como la RDA, Rumanía o Austria, entre otros, especialmente con la llegada de la democracia en España y el acceso de partidos de izquierdas en los diferentes niveles de gobierno local, autonómico y nacional.  Los exiliados junto con el resto de migrantes económicos chilenos se fueron organizando social y políticamente en diversas ciudades del territorio español, especialmente Barcelona, Madrid, Bilbao, Málaga o Zaragoza. En esta última ciudad destacaron dos organizaciones: el Comité de Solidaridad con Chile en Zaragoza y el Centro de Estudios Salvador Allende.[8] La presencia de exiliados chilenos en España interesó en muchos aspectos, en especial a la izquierda y las voces críticas con el autoritarismo: en las discusiones políticas en torno a las causas de la caída de la Unidad Popular, las ideas sobre el eurocomunismo, en la experiencia de administración de un Estado democrático que tenían los chilenos (muchos habían sido funcionarios) y en la difusión de la cultura latinoamericana.[9]
- Finlandia
- Francia

- Grecia
- Holanda
- Hungría
- Inglaterra
- Irlanda
- Italia

- Luxemburgo
- Noruega
- Portugal
- Rumania
- Suecia: Debido al acercamiento del primer ministro sueco, Olof Palme, miembro del Partido Socialdemócrata Sueco y del gobierno socialista de Allende, traducido en aportes económicos por parte del gobierno sueco para contribuir al desarrollo de la «vía chilena al socialismo», como luego al recibimiento de miles de chilenos como asilados políticos.[10] A esto se debe principalmente a que la comunidad de chilenos en Suecia sea en la actualidad la mayor de residentes en Europa.
- Suiza
- Unión Soviética
- Yugoslavia

## Condiciones de vida en el exterior
Parte importante de los expatriados chilenos se acogieron a las leyes para refugiados y asilados políticos de los países extranjeros, pudiendo obtener todos los beneficios de encontrarse bajo el estatus de emigrante legal, siendo muchos de ellos nacionalizados en el país receptor.

## Retorno desde la transición a la democracia
El 1 de septiembre de 1988, por medio de un decreto del Ministerio del Interior se puso fin al exilio:

...Déjense sin efecto todos los decretos y decretos supremos exentos que, dictados en virtud de las atribuciones conferidas por el Artículo 41 N° 4 de la Constitución Política de la República disponen la prohibición de ingreso al territorio nacional de las personas que en ellos se mencionan...
Decreto 203

Tras la celebración del plebiscito chileno de 1988 que dio como resultado el llamado a la elección presidencial de 1989, se da inicio al periodo de la historia chilena denominado transición a la democracia, con la entrega del poder por parte de Pinochet al presidente electo democráticamente, Patricio Aylwin, el 11 de marzo de 1990. Esto produjo una serie de reacciones internacionales, el restablecimiento de las relaciones diplomáticas con otros países democráticos y la posibilidad de que los exiliados pudieran regresar a Chile. Dos organizaciones creadas especialmente para esta finalidad fueron el Comité Pro Retorno de Exiliados Chilenos (Coprorex) y la Corporación Nacional de Ex Exiliados Políticos de Chile. Adicionalmente, la Dirección para la Comunidad de Chilenos en el Exterior (Dicoex), creó la Unidad de Leyes de Reparación, una agencia especializada que atiende las solicitudes de los exiliados chilenos en el extranjero.